# Phillips (Nebraska)
Phillips – wieś w Stanach Zjednoczonych, w stanie Nebraska, w hrabstwie Hamilton.